# Austrodecus enzoi
Austrodecus enzoi är en havsspindelart som beskrevs av Clark, W.C. 1971. Austrodecus enzoi ingår i släktet Austrodecus och familjen Austrodecidae. Inga underarter finns listade.